# Nachitjevan (stad)
Nachitjevan (azerbajdzjanska: Naxçıvan) är huvudstad i den azerbajdzjanska autonoma republiken Nachitjevan. Staden hade 89 500 invånare i början av 2014. Staden är belägen på floden Naxçıvançays västra strand, har järnvägsstation och flygplats och ligger 887 meter över havet.

## Historia
I Nachitjevan grundades på 1100–1400-talen en av Azerbajdzjans mest framstående arkitektskolor, ledd av Adjemi Nachitjevani. I staden finns stadsmurar, moské och en rad mausoleer bevarade.
Azerbajdzjans tidigare president Gejdar Alijev härstammar från Nachitjevan.